# جان او. پاستوره
جان او. پاستوره (به انگلیسی: John O. Pastore) سناتور سابق عضو حزب دموکرات ایالات متحده آمریکا بود. وی در سال ۱۹۵۰ تا ۱۹۷۶ میلادی سناتور ایالت رود آیلند در سنای ایالات متحده آمریکا بود.